# ラ・エスメラルダ (ベルタン)

初演時のリブレットの表紙

『ラ・エスメラルダ』（フランス語: La Esmeralda）は、フランスの女性作曲家ルイーズ・ベルタン（1805年-1877年）による4幕構成のオペラで、 ヴィクトル・ユーゴーの小説 『ノートルダム・ド・パリ』（Notre-Dame de Paris 、1831年）に基づいている。リブレットはユーゴー自身によりフランス語で書かれている。初演は1836年 11月14日にパリ・オペラ座で行われた。

## 概要

### 作曲の経緯

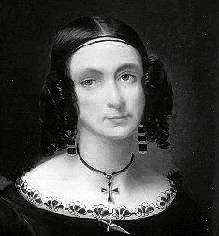
ルイーズ・ベルタン

《デバ誌》（ジュナル・デ・デバ）の有名な社主ルイ=フランソワ・ベルタン（Louis-François Bertin）の娘であるルイーズ・ベルタンは1836年にユーゴーの『ノートルダム・ド・パリ』をオペラ化した。熱心な作曲家であるルイーズ・ベルタンはユーゴー自身から台本を受け取った。ユーゴーは、彼のテキストのオペラ化に同意した後、オペラの舞台のために筋立てを再編集した劇的なテキストを彼女に与えた。本作において、ベルタンは詩句の割り付けに関しても、韻律に関しても、ユーゴーの正確な指示に厳密に従っている。エクトル・ベルリオーズはベルタンに（特にカジモドの〈鐘のアリア〉について）助言したが、彼女の計り知れない才能にすぐに気づいた。ベルタンが身体的ハンディキャップを抱えていたので、リハーサルを指揮したのはベルリオーズであった。
本作はベルタン独自の様式がはっきりと認められる作品だが、ユーゴーとベルタン家の名声にも拘わらず、あるいは恐らくそのために、また、『ユグノー教徒』（1836年）の成功の陰に隠れてしまった。《デバ誌》の批評家であったベルリオーズは上演にあたって、多くの援助を行ったが、何人かが指摘しているように、作曲の手伝いまではしていない。ベルリオーズは4幕のカジモドのアリアの最後の部分を改良するよう助言したことだけは認めている。彼はオペラのある部分は高く評価したが、余りにも不規則なフレーズ構造と重苦しいオーケストレーションを批判している。しかし、これらは同時に当時の人々の耳に、この音楽がいかに大胆なものに聞こえたかということを示している。彼女の様式は非常に早く発展した。
ベルタンは他にウォルター・スコットの小説『ガイ・マナリング』（1815年）を基に作曲した『ギィ・マナリング』（1825年）、ウジェーヌ・スクリーブとエドゥアール・マゼレのリブレットによる『狼男』（1827年）、 ゲーテ の『ファウスト』を基に作曲した『ファウスト』（1831年）を作曲している。

### 初演

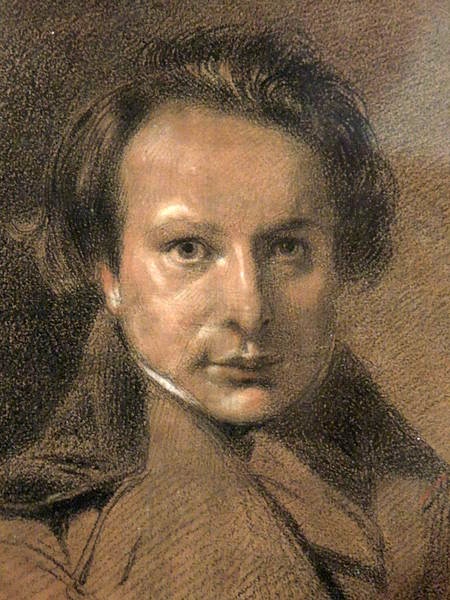
ヴィクトル・ユーゴー

ベルリオーズは彼の『回想録』で当時の状況を次のように書き記している。ベルタン嬢は現代における最も有能な女性の一人であった。私の考えでは、彼女の音楽の才能は、天性のものと言うよりは知性面の勝ったものであったが、その才能には偽りはなかった。確かに彼女のオペラ『ラ・エスメラルダ』には誰しもが気づくように、様式が明確でない個所があり、旋律の形式もところどころ幼稚さが見えるのである。それにも関わらず、ユーゴーが歌詞を書いたこのオペラのある部分は、間違いなく実に美しいものだし、聴衆の関心を強く捉えるところがある。しかし、ベルタン嬢は劇場へ出かけて、このオペラの練習を自分で指導することも指揮することもできなかったので、父親のベルタン氏がこの仕事を私に依頼してきたのだ。－中略－配役は当時のオペラ座で望み得る最上の俳優歌手たちであった。この歌劇の中の多くの曲、例えば、第二幕の司祭とボヘミア女の長い二重唱、ロマンス、それにカジモドの個性的なアリアなどは総稽古の時、大喝采を受けた。ところが、事態はまるで違っていた。これまでどんな主題についても批評文など一行も書いたことがなく、他人への攻撃はおろか他人の悪口すら言ったことがない、唯一の欠点と言えばその政治的傾向の故に一部の公衆から極端に嫌われていた有力新聞の所有者の家族の一員であったと言うだけの女性――その女性の作ったこの作品は、その頃、毎日のように創作され成功を収めるか、少なくとも上演を受け入れられていた多くの作品より遥かに優れているように思われたにもかかわらず、大変な不評をかったのである。かつて例を見なかったような口笛、叫喚、嘲罵がオペラ座を満たした。二度やり直そうとしたが、とうとう一幕の途中で幕を下ろさねばならず、終幕まで上演を続行することができなくなった。それでも「鐘の歌」として知られるカジモドのアリアは喝采を博し満場からのアンコールを求められた。そのアリアの美しい効果を否定できなかったので、ひたすらベルタン家に対して憎悪を抱いていた一部の聴衆は、破廉恥にもこう叫ぶのだった。「それはベルタン嬢の作じゃないぞ！彼女の作曲じゃないぞ！ベルリオーズが作ったんだ！」。
本作の上演は回を追うごとに客席の拒否反応は激化し、全幕が上演されたのは6公演にとどまった。7回目の上演が客席からの妨害により途中で幕を下ろしてからは25回目の最終回までは抜粋の形で第一幕のみを興行したからである。
本作の失敗により、ベルタンはオペラから離れ、その後は主として一連のカンタータが私的に演奏されるにとどまった。

## 楽曲

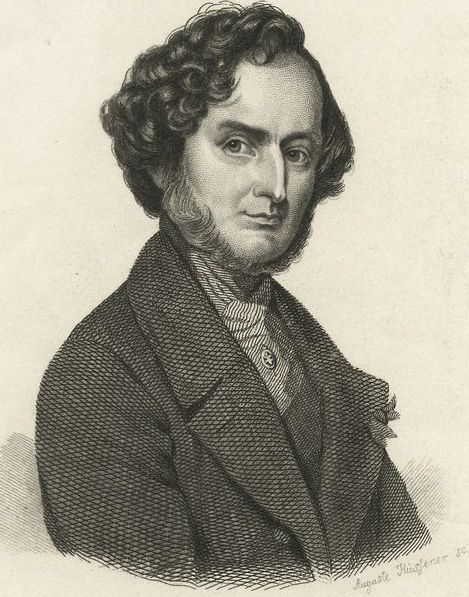
ベルリオーズ

岸純信は、本作のオペラ史の観点から四つの特徴を挙げている。一つ目の特徴はやはり〈女性のオペラ〉であること。17世紀末のエリザベト・ジャケ・ド・ラ・ゲールと18世紀のデュヴァル嬢という先達者がいるが、この作品の規模の大きさと上演時の話題性は先達の実績を遥かに上回るものである。二つ目の特徴はこのオペラが大ソプラノ歌手コルネリー・ファルコンのために書かれたものであること。作曲家が初演者の能力を熟知して曲を書いた当時、ベルタンもファルコンの声の可能性を本作で追求した。そのため、本作の楽譜を吟味すれば、伝説の名花の歌唱力をさらに追及できる。三つ目は、文豪ユーゴー自身による唯一のオペラ台本であるということである。自作をどれだけ切り詰められるかという点でも興味深く、ベルタンの楽譜とユーゴーの台本を照合すると、詩句の一部にベルタンが音をつけずにいたことも分かる。例えば、出版された台本にある開幕冒頭のエスメラルダのソロ「私は孤児」などオペラでは省かれた部分だが、これは誘拐未遂の場面でのヒロインの第一声「助けて！」の効果を倍増させるべく、ベルタンが計算したもの見られる。四つ目はオペラ座史上初めて社会の最下層の人々を舞台に登場させたことである。ベルタンの作風については二つの志向性、つまりロマン派のグロテスク趣味の音楽化と、突飛で時に不可解な転調が醸し出す、焦燥感を挙げている。前者では木管の低音で不気味さを煽ろうとする工夫が面白く、後者では司祭が隊長を刺し、エスメラルダが絶叫する一瞬や終幕のフィナーレ冒頭でのエスメラルダのテーマと司祭の組み合せが劇的効果に富んでいる。

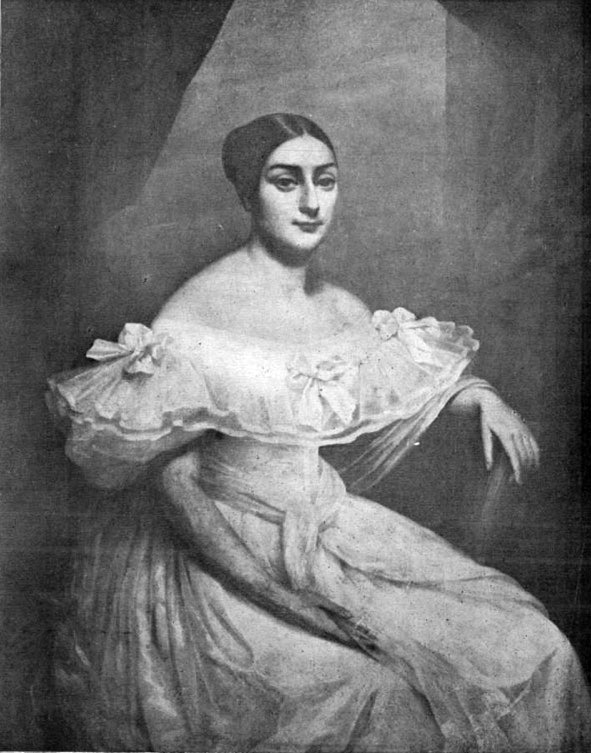
コルネリー・ファルコン

また、ベルリオーズは『ルビュ・エ・ガゼット・ミュジカル』誌（1836年11月号）で、本作の特徴を次のように詳述している。（1）オーケストレーション、少々過剰気味で粗削りな面もあるが、見事な演劇的センスと楽器の巧みな音色比で突出した出来を示している。トランペット、トロンボーン、そして、オフィクレイドは多用し過ぎの感も否めないが、大太鼓は控え目。（2）旋律の区切り方の特徴、古典的な区切り方が用いられず、楽想が２、４、８など偶然の小節数で区切られるべきところを３、５、７小節数で作曲された箇所が多く、歌手には不慣れな用法と思われる。そのため、歌を間違える危険性がある。（3）楽曲ごとの評価、第一幕の〈ならず者たちの合唱と道化の行進〉の独創性と類稀なる活気、第三幕でのエスメラルダ、フロロ、フェビュスによる三重唱の卓越した出来栄え、第四幕でのカジモドのソロ「鐘の歌」における旋律、転調、リズムなど全ての要素の驚くべき斬新さを高く評価している。
レイハの弟子であるベルタンは、当時のパリのロマン主義的の音楽における女性的な精神と情熱を表現していた。ベルタンの独特なリズムによる歌唱のニュアンスへのこだわりによって、声楽の旋律の書法において、ベルタンは際立っている。ベルタンは戯曲『エルナニ』の戦いに続いて、ロマン主義の革新的作品を創造したいという意図を持っていた。若い妖精への欲望で燃える司祭であるフロロの性格は恥知らずなものと描写されている。特に台本はフロロを、揶揄するような軽い表現ではなく、悪意ですさんだ心の持ち主と描いているので、より感動的になっている。エスメラルダの役柄は、その表現力豊かなしゃがれ声によって『カルメン』を否応なく想起させるものである。ユーゴーの台本ではフェビュスは原作の小説よりも深く、より人間的で繊細な存在に描かれている。時を経て考察してみると、ベルタンは才能のある活動家であり、ベルリオーズとユーゴーと比べ得るような無謀な大胆さを示す作品をフランス・オペラにもたらしたことが明らかになったと言える。

## リブレット
筋立ての原作との大きな違いは原作で登場するエスメラルダの産みの親であるギュデールの存在が省かれている点で、原作ではギュデールが最初は憎んでいたロマの踊子が実は自分の娘であることが分かった後は命がけで、娘を守ろうとする件は非常に緊迫した部分である。また、無実の罪に問われて、絞首刑にされたエスメラルダが遺体を大聖堂の地下に葬られ、数年後その遺骨に寄り添う形でカジモドのものと見られる遺骨も発見されるという後日談もない。さらに、フェビュスは原作では死なないが、オペラではフェビュスの死で幕を閉じる。また、フロロもカジモドに殺されず、生き残る。長大な大聖堂の歴史に関する記述等は当然ながら省略され、エスメラルダとフェビュスの恋愛が中心に据えられるというように、物語は大胆に変更され、大幅に短縮されている。

## 再評価と蘇演
初演の失敗の後、フランツ・リストがピアノ伴奏による短縮されたヴォーカル・スコアを作成し、この楽譜のみが残された。しかし、ドゥニーズ・ボノー（Denise Boneau）の1989年のベルタンに関するシカゴ大学での論文が表され、フランソワーズ・ティラール（Françoise Tillard）の『ラ・エスメラルダ』の音楽についての分析解説も発表され、2002年にユーゴーの生誕200年を記念して、ブザンソンにてピアノ伴奏による本作の上演が行われた。こられは『ラ・エスメラルダ』の失敗が作品本来の芸術的価値とは何の関係もない思惑に基づく拒絶反応によって引き起こされたものであるということを証明しようと言う努力が正当化されるものであった。
そして、2008年7月23日にモンペリエのオペラ・ベルリオーズで演奏会形式による上演が実現し、この演奏は録音された。今後は舞台上演こそがユーゴーとベルタンによる本作の真価を明らかにし、公正な報いをもたらすことになる。
岸純信は「オペラ史を俯瞰したなら、この女性の業績を忘れることなどありえない」。さらに、「筆者が知る限り、この大失敗の理由を音楽上の問題に帰する研究者は一人もいない」と評している。
本作は、ベルリオーズだけでなく、リストとマイアベーアといった作曲家に高く評価された。特に、マイアベーアはドイツで本作を宣伝しようとさえしたのである。

## 演奏時間
序曲：約4分、第1幕：約30分、第2幕：約26分、第3幕：約25分、第4幕：約45分、合計：約2時間10分

## 楽器編成
- 木管楽器:ピッコロ1、フルート2、オーボエ2、コーラングレ1、クラリネット2、バスーン4
- 金管楽器:ホルン4、トランペット4、トロンボーン3、オフィクレイドまたはテューバ1
- 打楽器:ティンパニ、バスドラム、シンバル、タンバリン、トライアングル、タムタム、鐘
- 弦楽器:弦5部、ヴィオラ・ダモーレ1

## 登場人物
| 人物名                             | 声域         | 原語                          | 役柄                                                            | 1836年 11月14日初演のキャスト 指揮者： フランソワ・アブネック |
| ---------------------------------- | ------------ | ----------------------------- | --------------------------------------------------------------- | ------------------------------------------------------------- |
| エスメラルダ                       | ソプラノ     | Esmeralda                     | 美しく純真なロマの娘                                            | コルネリー・ファルコン                                        |
| フェビュス・ド・シャトーペール     | テノール     | Phoebus de Chateaupers        | 王室射手隊の隊長                                                | アドルフ・ヌーリ                                              |
| クロード・フロロ                   | バス         | Claude Frollo                 | ノートルダム大聖堂の司教代理（Archidiacre）                     | ニコラ・プロスペル・ルヴァスール                              |
| カジモド                           | テノール     | Quasimodo                     | ノートルダム大聖堂の鐘つき男 背中と眼の上に瘤があり、外見は醜い | ウジェーヌ・マソル                                            |
| フルール=ド=リス・ド・ゴンドロリエ | ソプラノ     | Fleur de Lys de Gondelaurier  | フェビュスの婚約者                                              | コンスタンス・ジャヴュレック                                  |
| アロイーズ・ド・ゴンドロリエ       | メゾソプラノ | madame Aloise de Gondelaurier | フルール=ド=リスの母                                            | オギュスタ=モーリ・ゴスラン                                   |
| ディアーヌ                         | メゾソプラノ | Diane                         | －                                                              | ロロット嬢                                                    |
| ベランジェール                     | メゾソプラノ | Bérangère                     | －                                                              | ロラン嬢                                                      |
| ギフ子爵                           | テノール     | le Vicomte de Gif             | －                                                              | アレクシス・デュポン                                          |
| シュヴルーズの旦那                 | バス         | Monsieur de Chevreuse         | －                                                              | フェルディナン・プレヴォ                                      |
| モルレーの旦那                     | バス         | Monsieur de Morlaix           | －                                                              | ジャン・ジャック・エミール・セルダ                            |
| クロパン・トルイユフー             | テノール     | Clopin Trouillefou            | ならず者の巣窟「奇跡御殿」の長                                  | フランソワ・ヴァルテル                                        |
| 布告をふれ回る役人                 | バリトン     | le crieur public              | －                                                              | －                                                            |
| 合唱：民衆、浮浪者、射手たち、他   |              |                               |                                                                 |                                                               |

### 初演時の衣装
ルイ・ブーランジェによるスケッチ

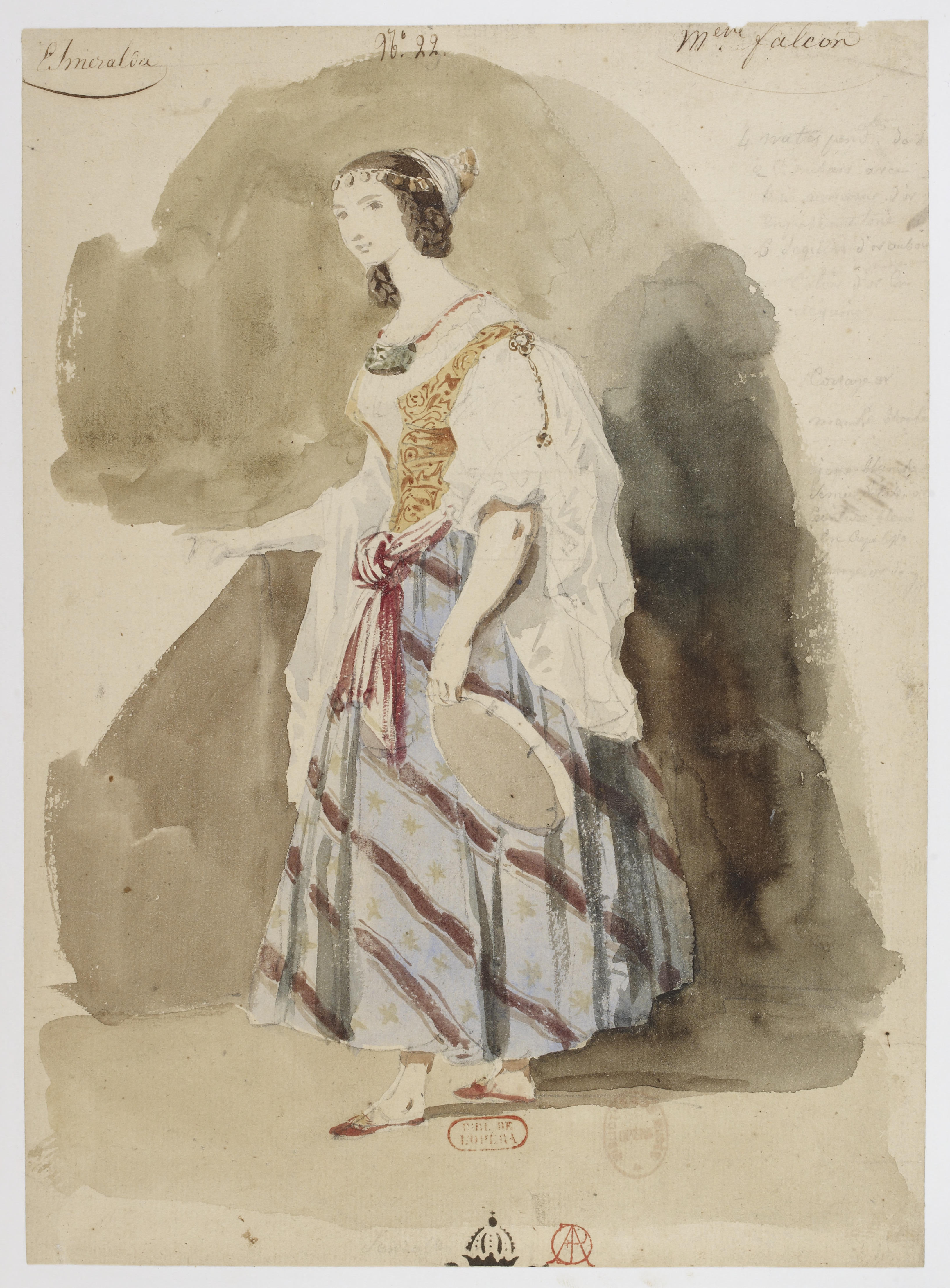
エスメラルダ (ファルコン)
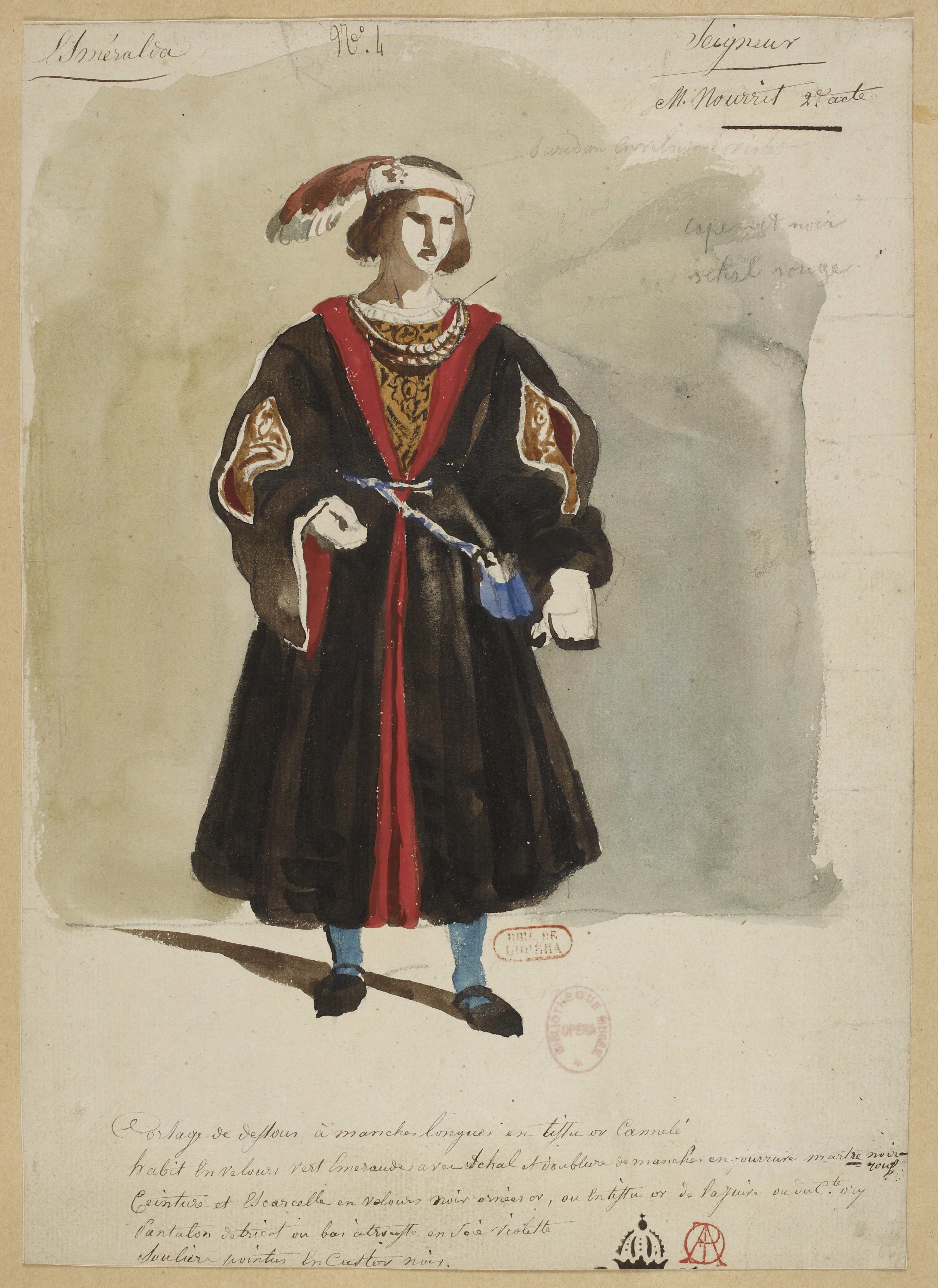
フェビュス(ヌーリ)
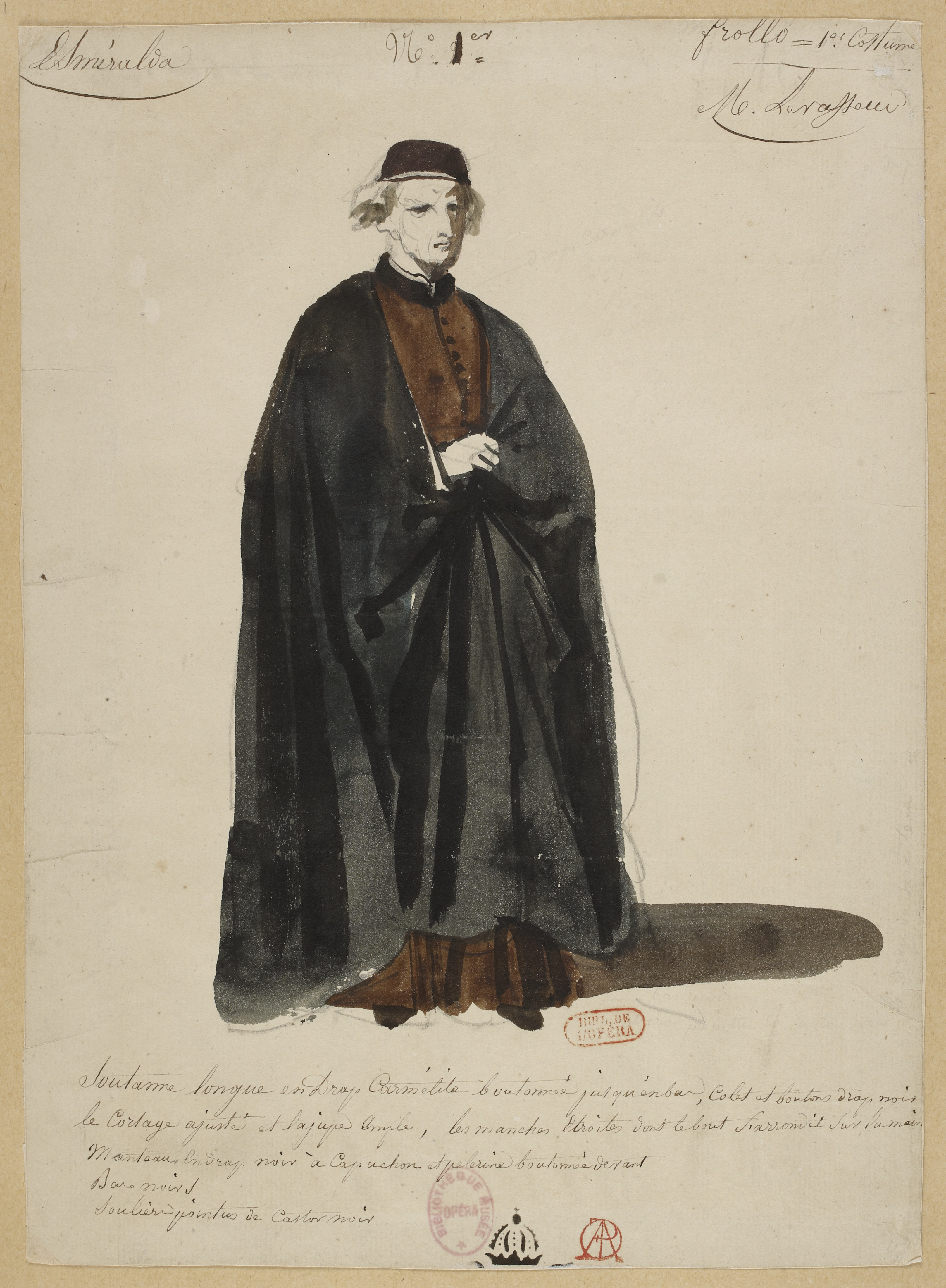
フロロ(ルヴァスール)
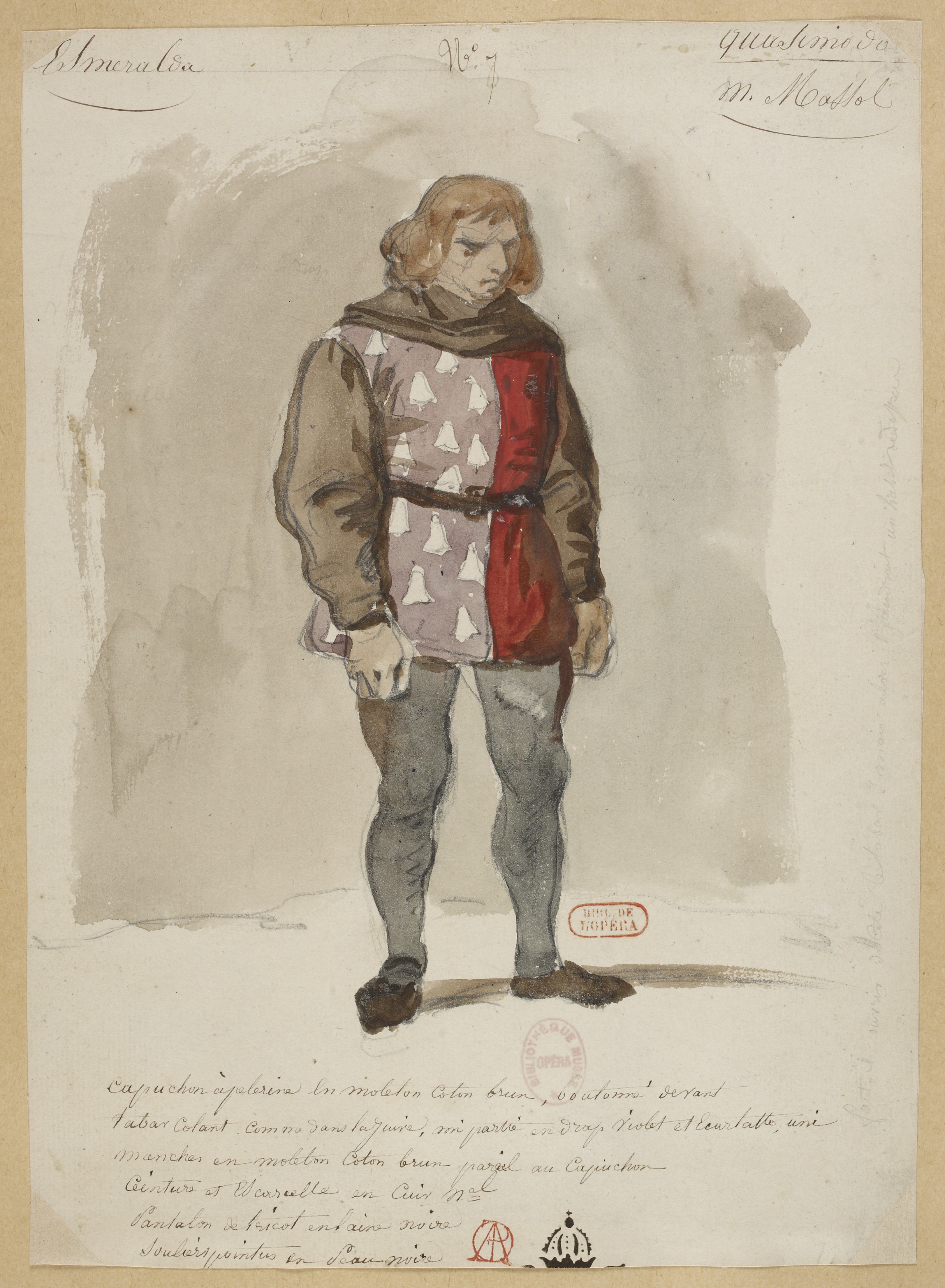
カジモド(マソル)
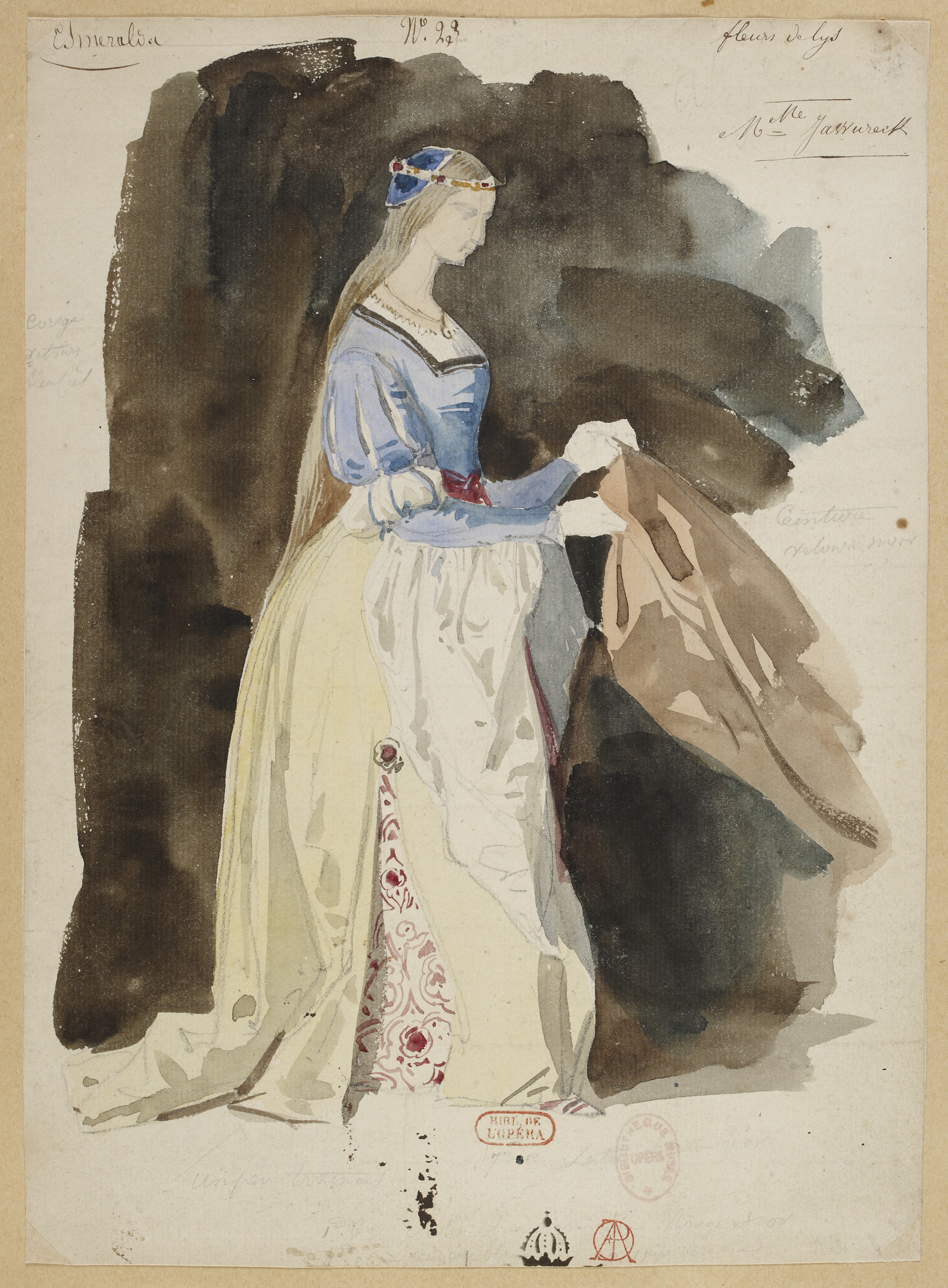

- フルール=ド=リス(ジャヴュレック)
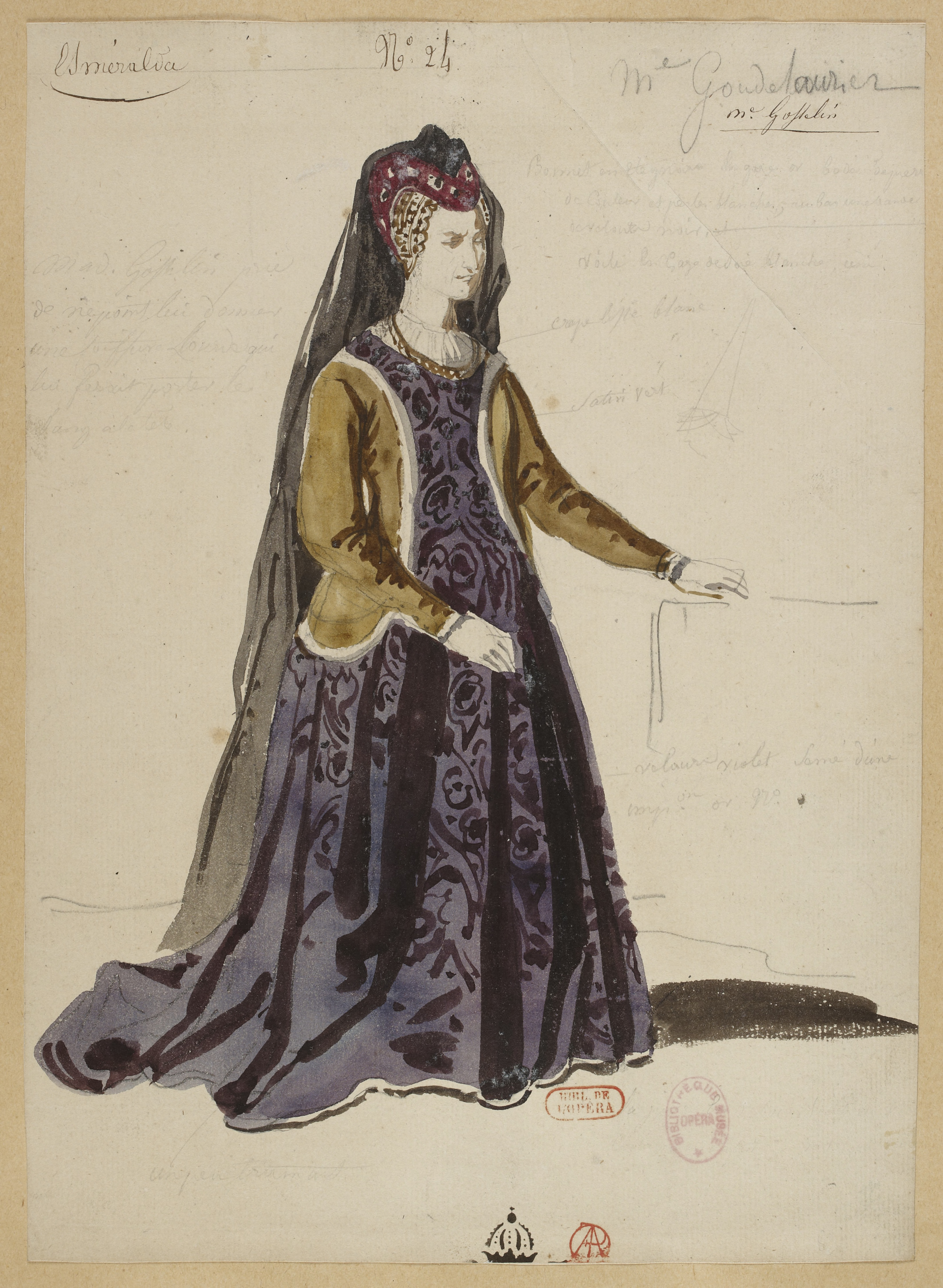
アロイーズ(モリ＝ゴスラン)
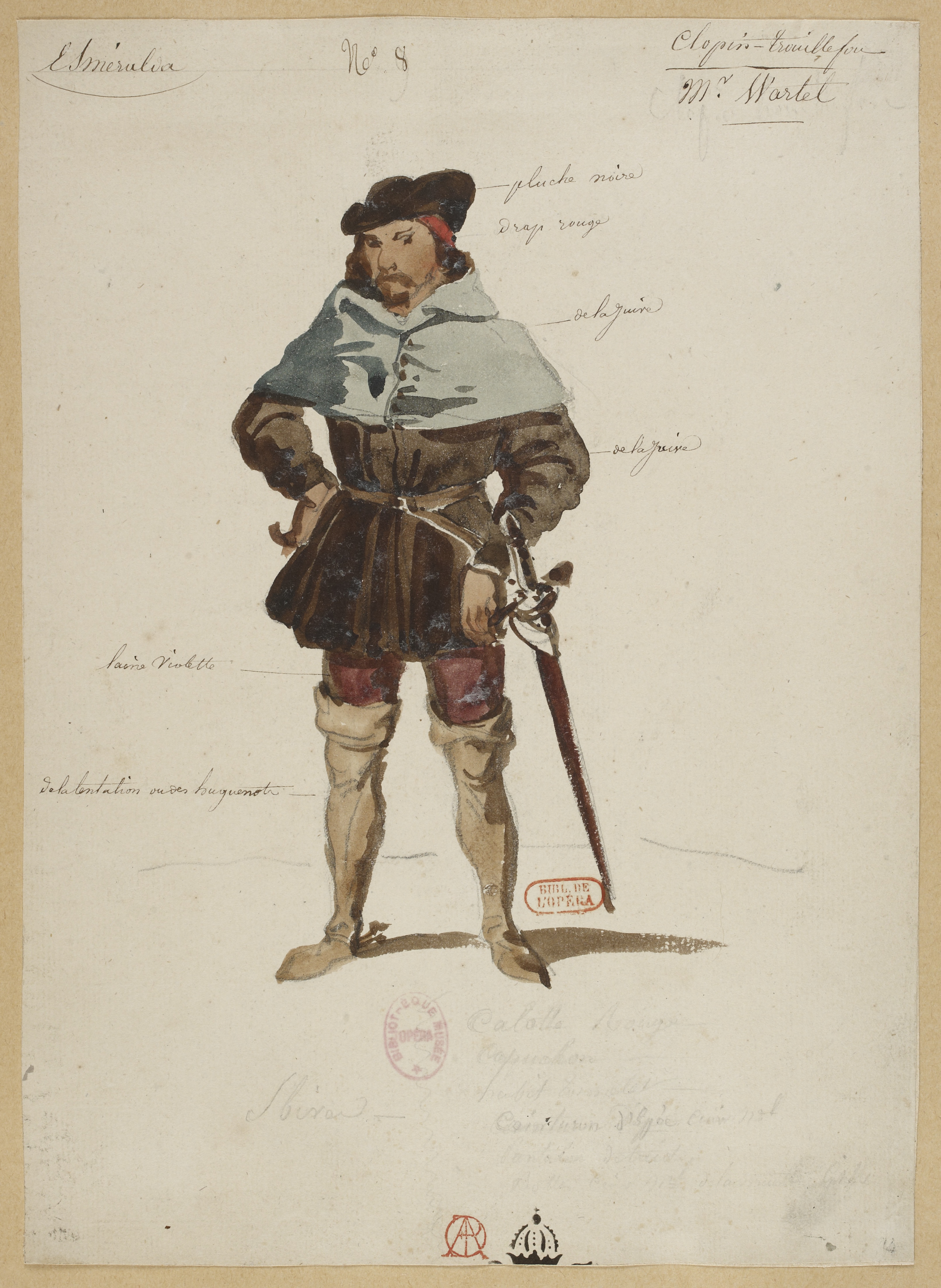
クロパン・トルイユフー(ヴァルテル)

## あらすじ
- 舞台　1482年のパリ

### 第1幕
奇跡の法廷、夜

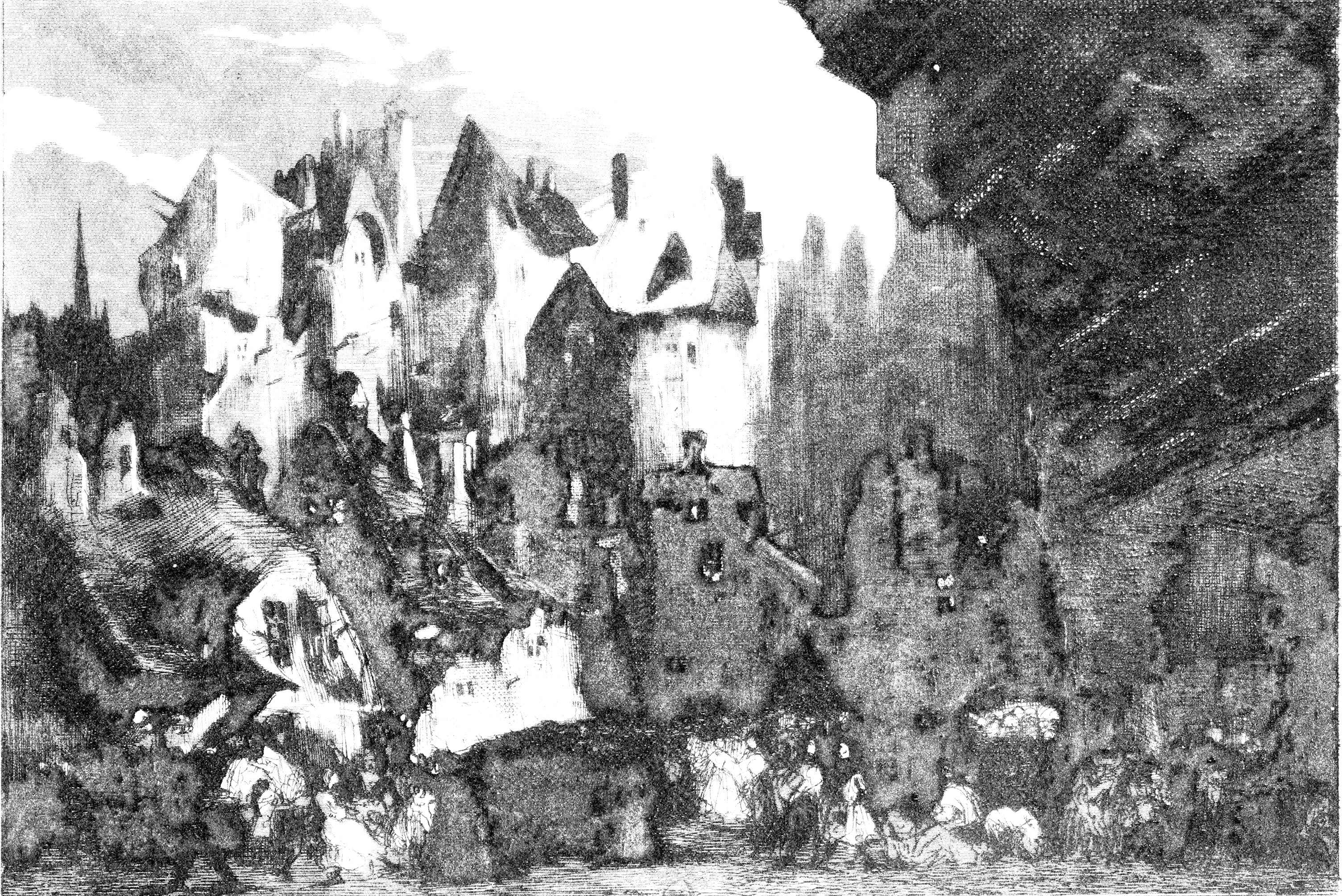
第一幕のデザイン

カーニバルが開催されており、ロマの人々が浮かれて街は賑わいを見せている〈ならず者たちの合唱と道化の行進〉「ならず者の王、クロパン万歳！」（Vive Clopin, Roi De Thune !）。ノートルダム大聖堂の堕落した大執事であるクロード・フロロが群衆に忍び寄り、彼が目をつけている若いエスメラルダを見つけ出す。エスメラルダが現れると、群衆は歓声を上げて彼女を迎える〈合唱〉「若い娘よ、踊れ！」（Danse, jeune fille!）。彼女は踊りを披露し、歓声に応える。次に、鐘守のカジモドが連れ込まれ、群衆は行進しながら、カジモドに「愚か者の教皇」として戴冠するように促される。皆はカジモドを嘲笑する。フロロが現れ、カジモドを解放すると、群衆は不満を顕わに騒ぎ出す。ロマの人々の指導者であるクロパン・トルイユフーは騒ぎを静まらせるが、群衆はフロロに敵意を表す。フロロはカジモドにエスメラルダを誘拐するのを手伝わせようと説得する。エスメラルダを待つ間、フロロは暗い考えに身を任せ、エスメラルダの誘惑を試みる〈アリア〉「天よ！深き淵に私の想いを与えなさった」（0 ciel ! avoir donné ma pensée aux abîmes）を歌う。エスメラルダがようやく到着すると、2人は誘拐しようとするが、若い隊長フェビュスが部下と共にやって来てカジモドを逮捕する。誘拐が阻止されてしまったので、フロロは逃げ去る。恐怖から立ち直ったエスメラルダは、好奇心と賞賛を交えながらフェビュスに近づき、優しく引き寄せる。フェビュスとエスメラルダは〈二重唱〉「教えて下さい」（Daignez me dire）を歌い、二人の仲は深まる。フェビュスは彼女に絹のスカーフをプレゼントする。しかし、フェビュスがエスメラルダにキスしようとすると、彼女は逃げ去る。

### 第2幕

#### 第1場

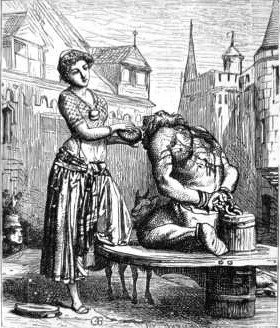
カジモドに水を与えるエスメラルダ

グレーヴ広場
拘束衣を着せられたカジモドが刑罰を受けさせられようしている。民衆は必死に水を懇願するカジモドを嘲り、呪う。しばらくの間、エスメラルダは群衆の中にいるが、彼女は驚き、やがてカジモドに哀れみの眼差しを向ける。そして突然、人々の叫び声を上げる中で、彼女は枕木に登り、ベルトから小さな瓢箪を外し、カジモドに飲み物を与える。彼は警備員に連れて行かれる。

#### 第2場
フルール=ド=リスの家
フェビュスの婚約者フルール=ド=リスの家で晩餐会が準備されている。フルール=ド=リスと彼女の母親のアロイーズは、フェビュスが最近あまり立ち寄って来ないと不満を漏らす。フェビュスは彼女を落ち着かせようとする。フルール=ド=リスは、彼女がフェビュスに与えたスカーフをどこに置いたか知りたがる。フルール=ド=リスは公然とフェビュスの愛を疑っていると言う。フェビュスは、自分の気持ちが今やエスメラルダに向けられていることに気づく。ギフ子爵、モルレーの旦那、シュヴルーズの旦那、ディアーヌ、ベランジェールなど、様々な客が到着する。晩餐会の後、何人かの客は窓の外を見ると、エスメラルダが踊っているのが見える。エスメラルダもフルール=ド=リスの家に招待されている。誰もがエスメラルダの美しさを賞賛している。ダンスの準備をするために、エスメラルダはスカーフを身に付ける。フルール=ド=リスにはそのスカーフは自分がフェビュスにプレゼントしたものだとすぐに分かってしまう。彼女は今や、フェビュスが自分を裏切ったのだと確信する。フルール=ド=リスの親類縁者は憤慨し、エスメラルダを追い出してしまう。フェビュスと彼の友人だけが彼らの前にエスメラルダを庇おうと立ちはだかり、双方の人々が対立する。

### 第3幕

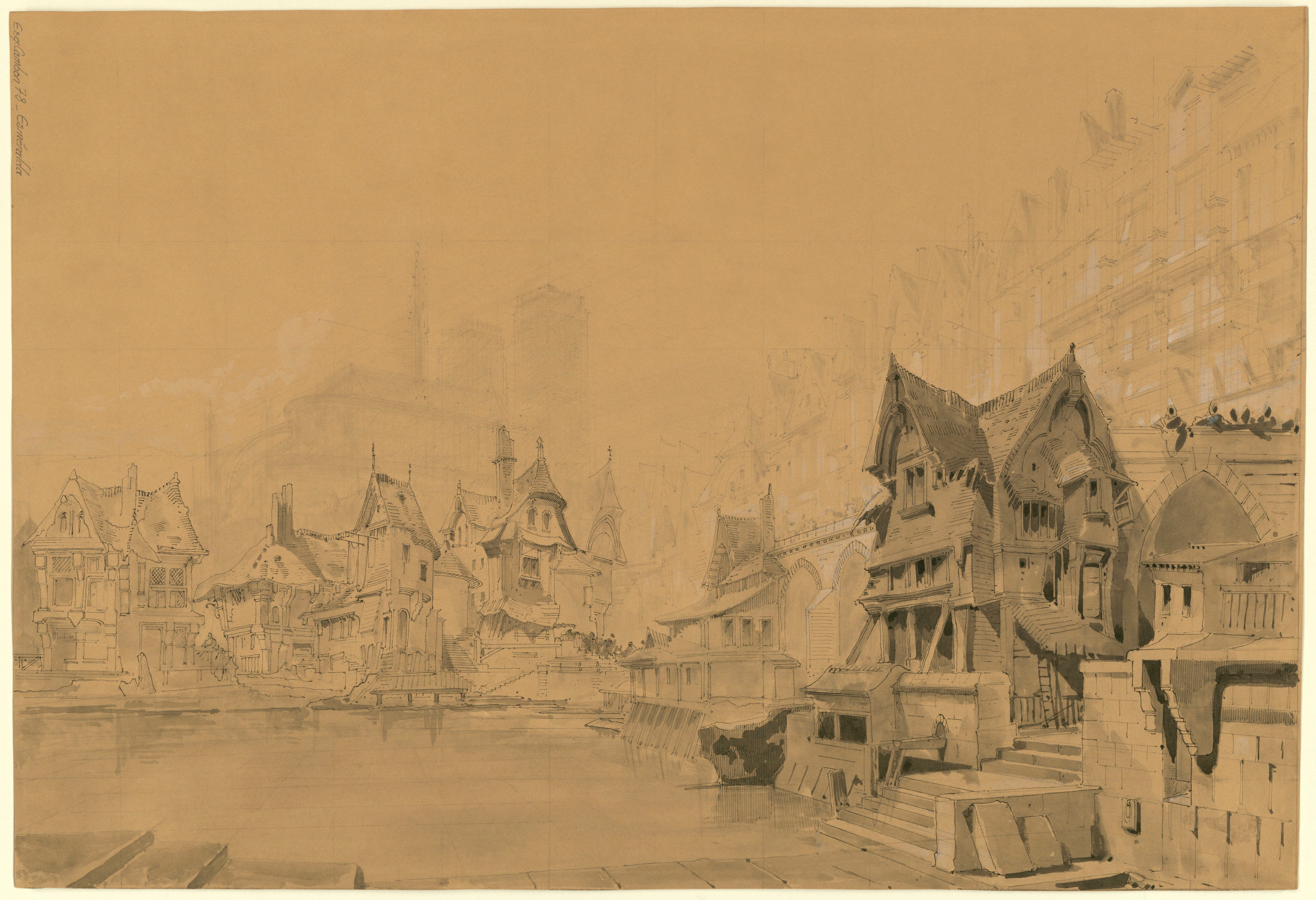
アントワーヌ・カンボンによる3幕1場のデザイン

#### 第1場
旅館の前
フェビュスと友人たちは、フロロが遠くのテーブルに座っている間、一緒に飲んで歌っている。フェビュスは、エスメラルダに夜遅くに会うことになっている。彼はエスメラルダへの新しい愛を彼らに「ああ！愛よ、至高の喜びよ！」（Oh ! l’amour, volupté suprême !）と歌う。バーが閉店の時間になると、友人たちはバーを出て、フェビュスも出発する。それからフロロはフェビュスに立ち向かい、エスメラルダについて彼女の人々はいかなる法律にも従わず、これらの女性は悪名高い不誠実な存在であるため、彼女との関係は生命を脅かすものだと警告する。フェビュスはこの話を真に受けず、死がそんなに美しいなら、死ぬことは、さぞ甘美なものだろうと言い、緊迫した二重唱が展開される。

#### 第2場
旅館の一室

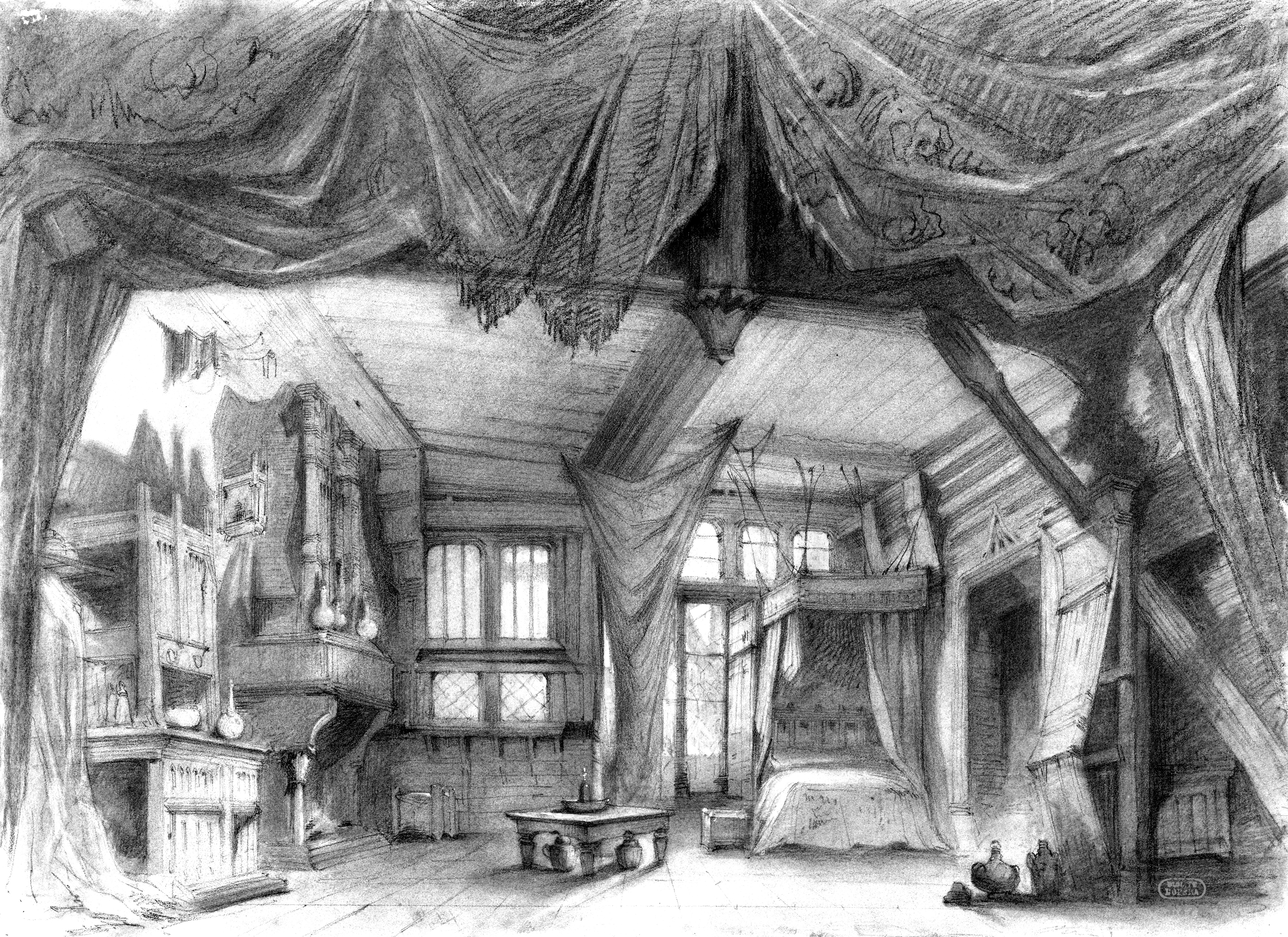
アントワーヌ・カンボンによる3幕2場のデザイン

クロパン・トルイユフーはフロロを隣接する部屋に導き、そこから彼はエスメラルダとフェビュス隊長の逢瀬を気づかれずに見ることができる。 二人が到着し、彼らの愛を告白する。フロロは嫉妬の念を苛まれながら、しばらく様子を窺い、愛を語る恋人たちと物陰から嫉妬に狂うフロロによる美しい三重唱となる。この後、フェビュスに急いで突進して剣で彼を殺害する。それからフロロは素早く窓から逃げ去る。恐怖に怯えつつもエスメラルダは絶叫し、酷く怪我をした恋人に身を寄せる。近隣にいた何人かの男たちはエスメラルダが殺人の犯人であると思い込んでしまう。

### 第4幕

#### 第1場
牢獄
エスメラルダは牢獄に投げ込まれ、彼女はフェビュスが死んだと思っている。彼女は〈ロマンス〉「フェビュス、彼は地上にいるのかしら」（Phoebus de Chateaupers, n’est-il sur la terre？）と歌い、彼らが一緒に墓で永眠することができるように、彼女はすぐに彼の後を追おうと固く心に誓っている。フロロが入って来る。彼女がフロロだと分からないように彼はフードを下ろし、処刑の準備をする司祭であると彼女に自己紹介する。彼が死ぬ準備はできているかと問うと、彼女は準備はできているが、死刑執行は何時かと聞くと明日だと答える。彼女は貴方の名前を問うと、フロロはようやくエスメラルダに自分自身の素性を明かす。エスメラルダは彼が自分をしつこく追い回し、フェビュスを殺した張本人だと分かり、激しく罵る。それにもかまわず、フロロは彼女への彼の愛を告白する。フロロは、エスメラルダが彼に屈服すれば、彼は彼女の自由を保証すると言う。エスメラルダは嫌悪感を顕わにし、激しく彼を呪う。フロロは刑務官にエスメラルダを処刑の場所に導くように合図する。

#### 第2場
ノートルダム大聖堂前の広場

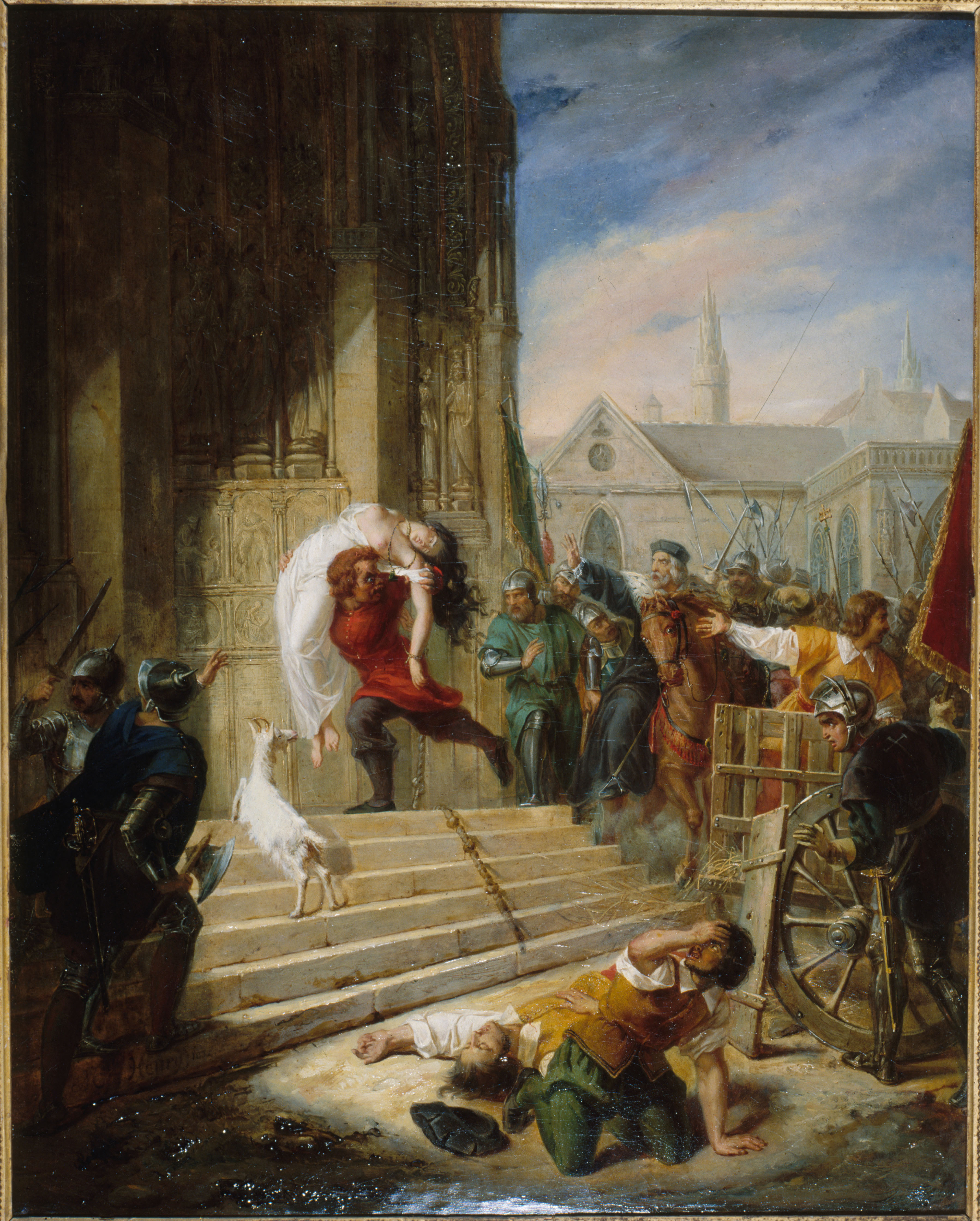
エスメラルダを救うカジモド

鐘が鳴ると、カジモドは自分の人生を振り返り〈アリア、鐘の歌〉「私の愛する神よ」（Mon Dieu J'aime）を歌う。隠れ場所から、彼はフロロとクロパンの話を盗み聞きし、フェビュスがまだ生きていることを知る。フロロは、エスメラルダを我がものにするために、クロパンともう一度彼女の誘拐を試みたいと思っている。民衆がエスメラルダの処刑を見るために集まって来る〈合唱〉「ノートルダムへ」（Ā Notre Dame）。エスメラルダが連れて来られ、〈宗教的合唱〉「川の全ての波」（Omnes Fluctus Fluminis）と共に十字架を持った僧侶と死刑執行人が現れる。カジモドは同情してエスメラルダを見ている。フロロはエスメラルダに、彼はまだ彼女を救うことができると囁く。彼女が彼を拒否し、軽蔑し続けると、彼は彼女の処刑を命じる。処刑の瞬間、カジモドが突如として広場に飛び降りて来て、エスメラルダを抱きかかえると、彼女を大聖堂に引きずり込み「聖域だ」（Asile ! ）と叫び、彼女の身柄の安全を求める。フロロは、エスメラルダはキリスト教徒ではないので、教会からの保護を期待することはできないと答える。カジモドと議論している間、フェビュスは最後の力を振り絞って近づいて来る。フェビュスはフロロが自分を暗殺しようとした犯人であることを明らかにし、エスメラルダに責任が無いことをすべての人に証言する。フェビュスとエスメラルダはお互いを腕の中に抱き締めるが、フェビュスの傷口は再び開いてしまい、彼は落命してしまう。エスメラルダが絶望で崩れ落ちる。彼女はフェビュスを追って死にたいと切望する。フロロが「運命だ！」（Fatalité !）と叫ぶと民衆も同様に「運命だ！」と叫んで、幕となる。

## 全曲録音
| 年   | 配役 エスメラルダ フェビュス フロロ カジモド フルール=ド=リス                                                                                        | 指揮者 管弦楽団 合唱団                                               | レーベル |
| ---- | --- | -------------------------------------------------------------------- | --- |
| 2008 | マヤ・ボーク マヌエル・ヌネス フランチェスコ=エッレーロ・ダルテーニャ （Francesco Ellero d'Artegna） フレデリック・アントゥン ウジェニー・ダンガルド | ローレンス・フォスター モンペリエ歌劇場管弦楽団 レットーヌ放送合唱団 | CD: Accord EAN:0028948023417 フランス放送・モンペリエ・オクシタニー・フェスティヴァル （Festival Radio France Occitanie Montpellier）による制作。 世界初録音。 若干のカットあり。 |